# Sopot Festival 1987
Sopot Festival 1987 – 24. edycja festiwalu muzycznego odbywającego się w sopockiej Operze Leśnej. Festiwal odbył się 19–20 sierpnia 1987 roku, w Operze Leśnej, prowadzili Tomasz Raczek, Grażyna Torbicka, Marek Sierocki, Wojciech Mann i Bożena Klimek. Wygrał Double Take z piosenką „Rockola”.

## Półfinał
|   | Kraj   | Język     | Wykonawca        | Tytuł                           | Miejsce | Punkty |
| - | ------ | --------- | ---------------- | ------------------------------- | ------- | ------ |
| 1 | Polska | polski    | Joanna Zagdańska | W pierwszych słowach tego listu | 1       | 24     |
| 2 | Polska | angielski | Majka Jeżowska   | Give me tonight                 | 1       | 24     |

## Finał (dzień międzynarodowy)
|    | Kraj              | Język     | Wykonawca        | Tytuł                           | Miejsce | Punkty |
| -- | ----------------- | --------- | ---------------- | ------------------------------- | ------- | ------ |
| 01 | Dania             | angielski | Allan Mortensen  | When they leave you             | 14      | 9      |
| 02 | ZSRR              | angielski | Marina Kapuro    | Universal children              | 7       | 7      |
| 03 | RFN               | angielski | Double Take      | Rockola                         | 1       | 98     |
| 04 | Czechosłowacja    | czeski    | Heidi Janku      | Motýlů, motýli                  | 4       | 26     |
| 05 | Holandia          | angielski | Alan Michael     | Romeo and Juliet                | 12      | 11     |
| 06 | Węgry             | angielski | Viki and Flirt   | Rock and roll ride              | 8       | 17     |
| 07 | Włochy            | włoski    | Francesco Napoli | Luna tu                         | 6       | 21     |
| 08 | Polska            | polski    | Joanna Zagdańska | W pierwszych słowach tego listu | 3       | 73     |
| 09 | NRD               | niemiecki | Petra Zieger     | Volkenkinder                    | 8       | 17     |
| 10 | Irlandia          | angielski | Spyder Sympson   | Another broken heart            | 13      | 10     |
| 11 | Stany Zjednoczone | angielski | Meri Di          | he                              | 9       | 14     |
| 12 | Liban             | angielski | Gassan Rahbani   | Rock is steel                   | 16      | 6      |
| 13 | Bułgaria          | angielski | Roumiana Koceva  | Don’t stay so                   | 15      | 8      |
| 14 | Kanada            | angielski | Hart Rouge       | More bad news                   | 13      | 10     |
| 15 | Jamajka           | angielski | Brenda Hale      | Wings in my wind                | 10      | 13     |
| 16 | Holandia          | angielski | Maywood          | Stay with me                    | 14      | 9      |
| 17 | ZSRR              | angielski | Awtograf         | Byt samym saboj                 | 2       | 84     |
| 18 | Belgia            | angielski | Angie Dylan      | In the dark                     | 18      | 0      |
| 19 | Chiny             | angielski | Wei Wei          | Nǐ shì wǒ de míngxīng           | 17      | 5      |
| 20 | Włochy            | angielski | Italian Sound    | Amore mio perdonai              | 11      | 12     |
| 21 | Polska            | angielski | Majka Jeżowska   | Give me tonight                 | 5       | 24     |
| 22 | Wielka Brytania   | angielski | Donna Freeman    | Chage                           | 14      | 9      |
| 23 | Szwecja           | angielski | Style            | Run for your life               | 7       | 18     |

## Jury
- Stany Zjednoczone: Nesuhi Ertegün, Michael Way
- Szwecja: Lars Johan Tollgerdt
- Szwajcaria: Xavier Roy
- Austria: Uwe lechner
- Czechosłowacja: Jan Hrivnac
- Turcja: Mustafa Oguz
- ZSRR: Ewgenij Pticzkin
- Belgia: Lov Van Rymrnant
- Polska: Wojciech Mann, Roman Waschko

|                                                            | Głosy w finale            |                   |         |            |         |                |        |    |        |        |    |
| PUNKTY                                                     | Razem                     | Stany Zjednoczone | Szwecja | Szwajcaria | Austria | Czechosłowacja | Turcja |    | Belgia | Polska |    |
| Uczestnicy                                                 | Dania                     | 9                 | –       | 6          | 1       | –              | –      | 2  | –      | –      | –  |
| Uczestnicy                                                 | ZSRR (Marina Kapuro)      | 7                 | –       | –          | –       | –              | –      | –  | 7      | –      | –  |
| Uczestnicy                                                 | RFN                       | 98                | 10      | 10         | 12      | 10             | 10     | 12 | 10     | 12     | 10 |
| Uczestnicy                                                 | Czechosłowacja            | 26                | –       | –          | 3       | 3              | 12     | –  | 5      | 1      | 5  |
| Uczestnicy                                                 | Holandia (Alan Michael)   | 11                | –       | 4          | –       | –              | –      | –  | –      | 7      | –  |
| Uczestnicy                                                 | Węgry                     | 17                | –       | –          | –       | 7              | 6      | –  | –      | –      | –  |
| Uczestnicy                                                 | Włochy (Francesco Napoli) | 21                | –       | –          | 7       | 5              | –      | 7  | –      | –      | –  |
| Uczestnicy                                                 | Polska (Joanna Zagdańska) | 73                | 7       | 7          | 8       | 8              | 7      | 8  | 8      | 8      | 12 |
| Uczestnicy                                                 | NRD                       | 17                | –       | –          | 4       | 4              | 5      | –  | –      | –      | 4  |
| Uczestnicy                                                 | Irlandia                  | 10                | 1       | –          | –       | –              | –      | 3  | 1      | 4      | 1  |
| Uczestnicy                                                 | Stany Zjednoczone         | 14                | 12      | –          | –       | –              | –      | –  | –      | –      | 2  |
| Uczestnicy                                                 | Liban                     | 6                 | 4       | –          | –       | 1              | 1      | –  | –      | –      | –  |
| Uczestnicy                                                 | Bułgaria                  | 8                 | –       | 2          | 5       | –              | –      | 1  | –      | –      | –  |
| Uczestnicy                                                 | Kanada                    | 10                | 2       | –          | –       | –              | –      | 4  | 2      | 2      | –  |
| Uczestnicy                                                 | Jamajka                   | 13                | 6       | –          | –       | 6              | 2      | 5  | 3      | –      | –  |
| Uczestnicy                                                 | Holandia (Maywood)        | 9                 | –       | 3          | –       | –              | –      | –  | –      | 6      | –  |
| Uczestnicy                                                 | Chiny                     | 5                 | 5       | –          | –       | –              | –      | –  | –      | –      | –  |
| Uczestnicy                                                 | ZSRR (Awtograf)           | 84                | 8       | 8          | 10      | 10             | 8      | 10 | 12     | 10     | 8  |
| Uczestnicy                                                 | Belgia                    | 0                 | –       | –          | –       | –              | –      | –  | –      | –      | –  |
| Uczestnicy                                                 | Włochy (Italian Soun)     | 12                | –       | –          | 6       | 0              | –      | 6  | –      | 0      | –  |
| Uczestnicy                                                 | Polska (Majka Jeżowska)   | 24                | –       | 5          | 0       | 0              | 4      | 0  | –      | 0      | 7  |
| Uczestnicy                                                 | Wielka Brytania           | 9                 | 3       | 1          | 0       | 0              | –      | 0  | –      | 5      | –  |
| Uczestnicy                                                 | Szwecja                   | 18                | –       | 12         | 0       | 0              | –      | 0  | –      | 3      | 3  |
| Kraje w tabeli są uporządkowane w kolejności występowania. |                           |                   |         |            |         |                |        |    |        |        |    |